# Dền gai
Dền gai hay dền hoang (danh pháp: Amaranthus spinosus) là loài thực vật có hoa thuộc họ Dền. Loài này được L. mô tả khoa học đầu tiên năm 1753.